# 皇辉蜂鸟
皇辉蜂鸟（学名：Heliodoxa imperatri）是屬於蜂鸟科的一種鳥。它在哥伦比亚和厄瓜多尔等地被發現。
它的自然棲息地位於亚热带或热带潮湿的低地森林和山地森林。國際自然保護聯盟不认为它是一个受威脅物種。